# Herrendiener
Der Herrendiener oder Stumme Diener (auch Stiller Diener, Stummer Butler, Dressboy oder Anzugständer genannt) 
ist ein Möbel, auf dem speziell Männerkleidung abgelegt oder aufgehängt werden kann. Es wird hauptsächlich benutzt, um Kleidung über Nacht aufzubewahren, die man am nächsten Tag anziehen möchte, z. B. Jackett, Hose, Oberhemd und Krawatte. Es gibt auch Modelle, bei denen die Hosenbeine zwischen zwei Platten eingespannt werden können, durch eine eingebaute elektrische Heizung werden sie dabei automatisch gebügelt.
Bereits für die Antike sind stumme Diener nachgewiesen. Diese Möbel fungierten meist als Tablett- (Trapezophoroi) oder Leuchterträger (Lychnouchoi, Lampadephoroi). Der Xantener Knabe, eine bei Xanten aufgefundene römische Bronzefigur aus dem späteren 1. Jahrhundert v. Chr., gilt als eines der bekanntesten Beispiele für den Typus eines Tablettträgers, der seinerzeit Gästen Speisen und Getränke dargeboten haben dürfte.